# Emiratier
Emiratier (arabiska: إماراتي) är vanligtvis en benämning på medborgarna och en etnisk grupp som delar sin kultur och arabiska ursprung i förbundsstaten Förenade arabemiraten. Totalt består befolkningsgruppen av cirka 1 000 000 emiratier vilket utgör 19% av befolkningen i landet.
Förenade arabemiraten består av sju emirat, som domineras eller härskas av olika kungliga familjer. Abu Dhabi var hem för Bani Yas stamkonfederation; Dubai bosatte sig 1833 av en utlöpare av Bani Yas, Al Bu Falasah; Sharjah och Ras Al Khaimah är hem till Al Qasimi eller Qawasim; Ajman till Al Na'im och Fujeirah till Sharqiyin.

## Historia
Förenade arabemiraten är en union av sju emirat där deras historia är sammanflätad med olika imperier, såsom de i Persien, Portugal och Storbritannien. Sändebud från den islamiske profeten Muhammed såg öarna konvertera till islam omkring 630 e.Kr. Historiskt sett har Förenade arabemiraten och andra persiska gulfstater varit en del av Persien, befolkningen bestod mestadels dels av perser. Under de senaste århundradena har det varit vanligt med blandäktenskap mellan perser och araber i regionen. Andra folkgrupper, som kurdiska och azeriska köpmän, har också seglat över persiska viken och bosatt sig i området.Det persiska rikets 2000-åriga styre över Förenade arabemiraten slutade år 1892 när Storbritannien erövrade området. 1971 förklarade Förenade arabemiraten självständighet från Storbritannien, samma år gjorde Irans kejsare territoriellt anspråk på landet. Förenade arabemiraten utmanade Irans suveränitet över två öar i Persiska viken. 30 November 1971 invaderade Iran Förenade arabemiraten och erövrade öarna vid kusten. Den internationella samfundet fördömde invasionen. Iran motiverade maktövertagandet och hävdade att öarna var en del av det persiska riket sedan 600-talet f.Kr. Efter kriget gick Förenade arabemiraten med på ett avtal där de erkände Irans suveränitet över öarna och garanterade säkerheten för den persiska lokalbefolkningen. Iran lovade i utbyte att inte invadera Sharja, Dubai eller Abu Dhabi.

## Emiratism
Emiratism (eller emirianism) är förespråkandet av emiratiernas nationella identitet. Regeringen införde ett system för att främja emiratism genom att ge dem arbete i den privata sektorn och uppmuntra dem att ansluta sig till privata sektorns anläggningar på arbetsplatsen. Detta åstadkoms på flera sätt, som att öka synligheten för den emiratiska kulturen, genom att bevara den kulturella identiteten i emiraten och genom att företrädesvis anställa emiratier i arbetsstyrkan. Den sistnämnda politiken kallas emiratisering av regeringen.